# Pixelated World
「Pixelated World」（ピクセレイテッド・ワールド）は、日本の歌手、三浦大知の楽曲。2024年1月24日に配信限定シングルとしてリリースされた。

## 概要
- 2月14日に発売されるオリジナルアルバム「OVER」収録曲。作詞・作曲はこれまでも数々の三浦の楽曲を手掛けてきたNao'ymt。
- 1月17日から1週間にわたり毎日24:00から25:00まで、三浦大知と男女10人のダンサーがダンスしているが音がない「ミュージックビデオ」が公式YouTubeに公開[1]。公開されるごとに２文字ずつ曲タイトルのアルファベットが明らかにされ、曲名やどんな音で踊っているのかなど話題となった[2][3]。1月24日0時より、映像に音がついたミュージックビデオが公式YouTubeに公開され、「Pixelated World」という曲名であることが明かされた。
- 2月1日、NHK総合「SONGS」でTV初披露[4]。そのパフォーマンス映像がNHK MUSIC公式YouTubeで公開されていた[5]。2月24日より、日本テレビ「DayDay.」でのパフォーマンス映像がDayDay.公式YouTubeで公開されている[6]。
- 3～4月に開催されるアリーナツアー「DAICHI MIURA ARENA LIVE 2024 OVER」にてライブ初披露する予定であることをテレビやインスタライブなどで発表している。

## 収録曲と規格
| #         | タイトル            | 作詞      | 作曲      | 時間 |
| --------- | ------------------- | --------- | --------- | ---- |
| 1.        | 「Pixelated World」 | Nao'ymt   | Nao'ymt   | 3:37 |
| 合計時間: | 合計時間:           | 合計時間: | 合計時間: | 3:37 |

## 映像作品

### Pixelated World -Music Video-
監督
Riku Ozama, YERD
振付
三浦大知
ダンサー
PURI, Shingo Okamoto, Taabow, Macoto, Daiki, Mathew, Miu Ide, Ami, KANATA, ASUPI

## パフォーマンス

### テレビ披露
| 日時          | 番組名                                  | 放送局     | 出演ダンサー                              | 備考            |
| ------------- | --------------------------------------- | ---------- | ----------------------------------------- | --------------- |
| 2024年2月1日  | SONGS                                   | NHK総合    | Taabow, Macoto, Daiki, Ami, ASUPI, Mathew | フルサイズ      |
| 2024年2月12日 | CDTVライブ!ライブ!2時間SP               | TBS        | Taabow, Macoto, Daiki, Ami, ASUPI, Mathew | フルサイズ      |
| 2024年2月13日 | うたコン                                | NHK総合    | Taabow, Akanen, Daiki, Ami, ASUPI, Mathew | ショートサイズ1 |
| 2024年2月14日 | DayDay.                                 | 日本テレビ | Taabow, Macoto, Daiki, Ami, ASUPI, Mathew | ショートサイズ2 |
| 2024年2月16日 | ミュージックステーション2時間スペシャル | テレビ朝日 | Taabow, Macoto, Daiki, Ami, ASUPI, Mathew | ショートサイズ2 |

## 収録アルバム
| 収録アルバム | 発売日        | 備考                  |
| ------------ | ------------- | --------------------- |
| OVER         | 2024年2月14日 | 7thオリジナルアルバム |